# Im Wintergarten
Im Wintergarten (französisch: Dans la Serre) ist ein Bild des Malers Édouard Manet. Es entstand 1877 im Wintergarten des Malers Jan Rosen in der Rue d’Amsterdam in Paris und zeigt das Ehepaar Guillemet.

## Beschreibung
Sieht man vom dschungelgrünen Hintergrund des Bildes einmal ab, ist es durch eine Bank in zwei Ebenen unterteilt. Links auf dieser Bank sitzt Madame Guillemet. Sie trägt ein blaugraues Kleid mit schwarzem Gürtel um die Taille, schwarzer Schlaufe am Kragen und einem guten Dutzend schwarzer Knöpfe, die das Kleid vor Brust und Bauch verschlossen halten. An Hals und Ärmeln lugt die Spitze einer zartgelben Bluse hervor, die mit dem etwas dunkleren Apricot des Huts und dem gesprenkelten Gelb eines Schirmes harmoniert, der auf Madame Guillmets Schoß liegt und den sie mit der rechten Hand umfasst. Ihr linker Arm liegt angewinkelt auf der Lehne. Die linke Hand ist nackt. Man sieht einen Ring. Die rechte scheint in einem gelben Handschuh zu stecken. Hinter der Bank, rechts im Bild, steht Monsieur Guillemet. Er trägt hellbraune Hosen, einen schwarzen Gehrock, ein weißes Hemd und einen Bart, der auch Dostojewski gut gestanden hätte. Er beugt sich vornüber, kreuzt leicht die Beine und stützt sich dabei mit den Unterarmen auf die Lehne. In seiner Linken hält er eine Zigarre, die nicht entzündet scheint. Sein Zeigefinger weist in Richtung seiner Frau. Während ihr Blick ausdruckslos nach irgendwohin geht, schaut er nachdenklich über seine Frau hinweg auf den Boden. Ergänzt wird das Bild durch Blumentöpfe – einer ist blau, die anderen terrakotta – sowie durch rosa und blaue Blüten in Kopfhöhe von Madame Guillemet.

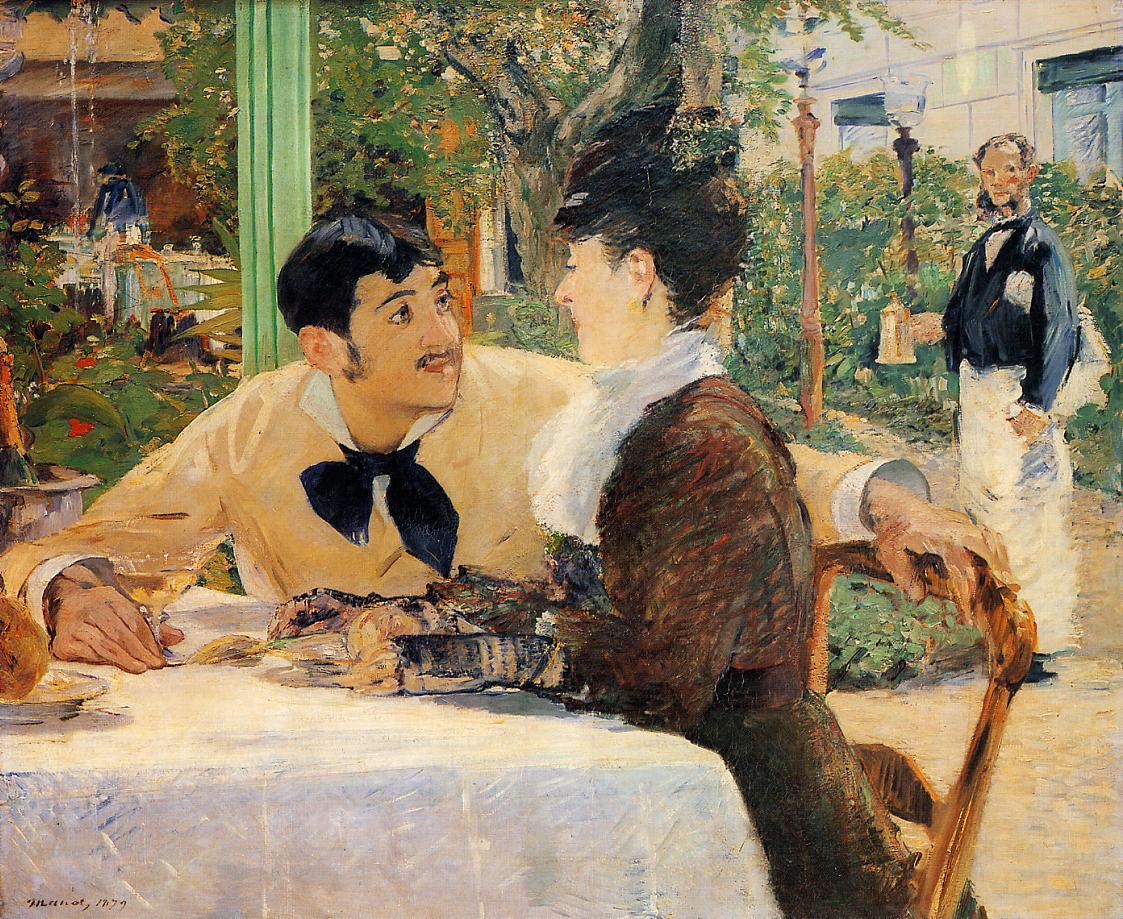
Édouard Manet:
Beim Père Lathuille, im Freien (1879)

## Gegensätze
Im Wintergarten und das 1879 entstandene Gemälde Beim Père Lathuille, im Freien scheinen sich thematisch aufeinander zu beziehen. Jedes Bild zeigt das Stadium einer Paarbeziehung. Im Wintergarten, als kündige der Name auch den Grad der Leidenschaften an, wird die Distanz des Paares durch die Gestaltung des Bildes angezeigt. Ihre Blicke treffen sich nicht, ihre Mienen zeigen kaum Bewegung, ihre Körper sind durch die Gitterstangen der Bank voneinander getrennt. Monsieur Guillemet ist nach vorne gebeugt. Mit dem Kopf ist er seiner Frau näher als mit dem Leib, der hinter Stangen und verschränkten Armen verschwindet. Die Farben sind dunkel, zurückhaltend und kühl.
Bis auf die Tatsache, dass auch dort ein Paar beieinander ist, ist bei Père Lathuille alles völlig anders. Das Paar ist intensiv aufeinander bezogen. Es hat die Welt um sich herum vergessen und blickt sich mit einer Sehnsucht in die Augen, die wohl kaum noch daran gehindert werden kann, die restliche Distanz in einem Taumel der Lust zu durchbrechen. Dementsprechend sind auch die Farben gewählt. Während die Erotik des Paares im Wintergarten im Schatten ruht und ihren Zenit durchschritten hat, durchflutet den Garten des Gasthauses Lathuille die volle Palette der Sonne des Südens. Ihre Wärme öffnet Eros Tür und Tor.

## Modelle
Das Ehepaar Guillemet, das wie so viele von Manets Modellen zu seinem Freundeskreis gehörte, führte ein Modehaus in der Rue Fauburg Saint-Honoré. Bis das Bild fertig war, vergingen Monate. Sprechen, lachen Sie, bewegen Sie sich! Sie werden nur dann echt, wenn sie lebendig sind. So sprach Manet zu dem Paar. Es scheint aber so, als hätten die Ermunterungen des Malers nur wenig gefruchtet. Als Verehrer beim Père Lathuille saß M. Gauthier-Lathuille, der Sohn des Gasthausbesitzers, Modell, der durch einen schieren Zufall zu seiner Rolle kam. Beurlaubt von seinem Dragonerregiment, wurde er prompt von Manet rekrutiert und himmelte zunächst Ellen Andrée an, die jung und entzückend angezogen war und schon 1876 für Degas’ Absinth sowie 1878 (vermutlich) für Manets Pflaume posierte. Zur dritten Sitzung erschien die Andrée jedoch nicht, sodass ab da Judith French, eine Verwandte Jacques Offenbachs ihren Platz einnahm.

## Interpretationen
Während über die Identität der Modelle Einigkeit besteht, ist es bei dem, was die Bilder an Beziehungsrealität beschreiben, weit weniger der Fall. Der eine sieht im Wintergarten eine nachdenkliche Eheszene, bei der die Partner nicht miteinander sprechen und, abgesondert durch die Bank, distanziert und abwesend wirken. Für den anderen hat Manet in vollendeter Weise die Unterhaltung der beiden gegenwärtig gemacht und zum Beleg seines Eindrucks zitiert er Théodore de Banville, der 1879 im National davon schwärmte, dass man beim Betrachten des Wintergartens glaube, der Unterhaltung beizuwohnen. Und die dritte sieht im Bezug der Personen ein Wechselspiel aus Zuwendung, Distanzierung, Öffnung, Verhaltenheit und Vereinsamung. Wie die Sichtweisen zum Wintergarten auseinandergehen, so tun sie es beim Père Lathuille. Für die eine richten sich die inneren Regungen des Paares in plausibler Weise aufeinander, für den anderen ist Betrug im Spiel, da ein Gigolo mit selbstgefälligen Ausdruck und aus Gewinninteresse unter dem spöttischen Blick des Kellners eine Dame reiferen Alters umgarnt. Vielleicht ist es in der Kunst aber auch so, dass jedes Bild ein Symbol mit so vielen Facetten ist, dass in der Phantasie eines jeden Betrachters eine Möglichkeit erscheint, die erst in der Koexistenz mit anderen Perspektiven die Wahrheit beschreibt. Und vielleicht ist die eigentliche Kunst des Künstlers ja, wie Heidegger meint, nicht das Werk, sondern das, was das Werk im Betrachter an Reaktion provoziert. Daher mag es durchaus sein, dass Manet bei der Arbeit an der Gestalt der Reifen Dame im Gasthaus Père Lathuille an Marie Colombier dachte, die sich durch ihren Flirt mit dem jungen Schriftsteller Paul Bonnetain einen Platz in den Klatschspalten verschafft hatte, oder aber an Méry Laurent, die er im gleichen Jahr wie Die Bar in den Folies-Bergères mit schwarzem Hut malte. Wichtig ist das für den, den Manets Kunst trifft, aber nicht.

## Rezeption bei der Kritik
Im Wintergarten wurde vom Pariser Salon 1879 angenommen. Die Nationalgalerie (Berlin) erwarb 1896 das Gemälde und wurde damit, noch vor Frankreich, zum ersten Museum, das ein Gemälde des allgemein als provozierend empfundenen Malers ankaufte. Zusammen mit anderen ebenfalls erstmals für ein Museum erworbenen französischen Meistern wie Paul Cézanne prägte Im Wintergarten den deutschen Impressionismus.

## Fälschliche Zuweisung als Raubkunst

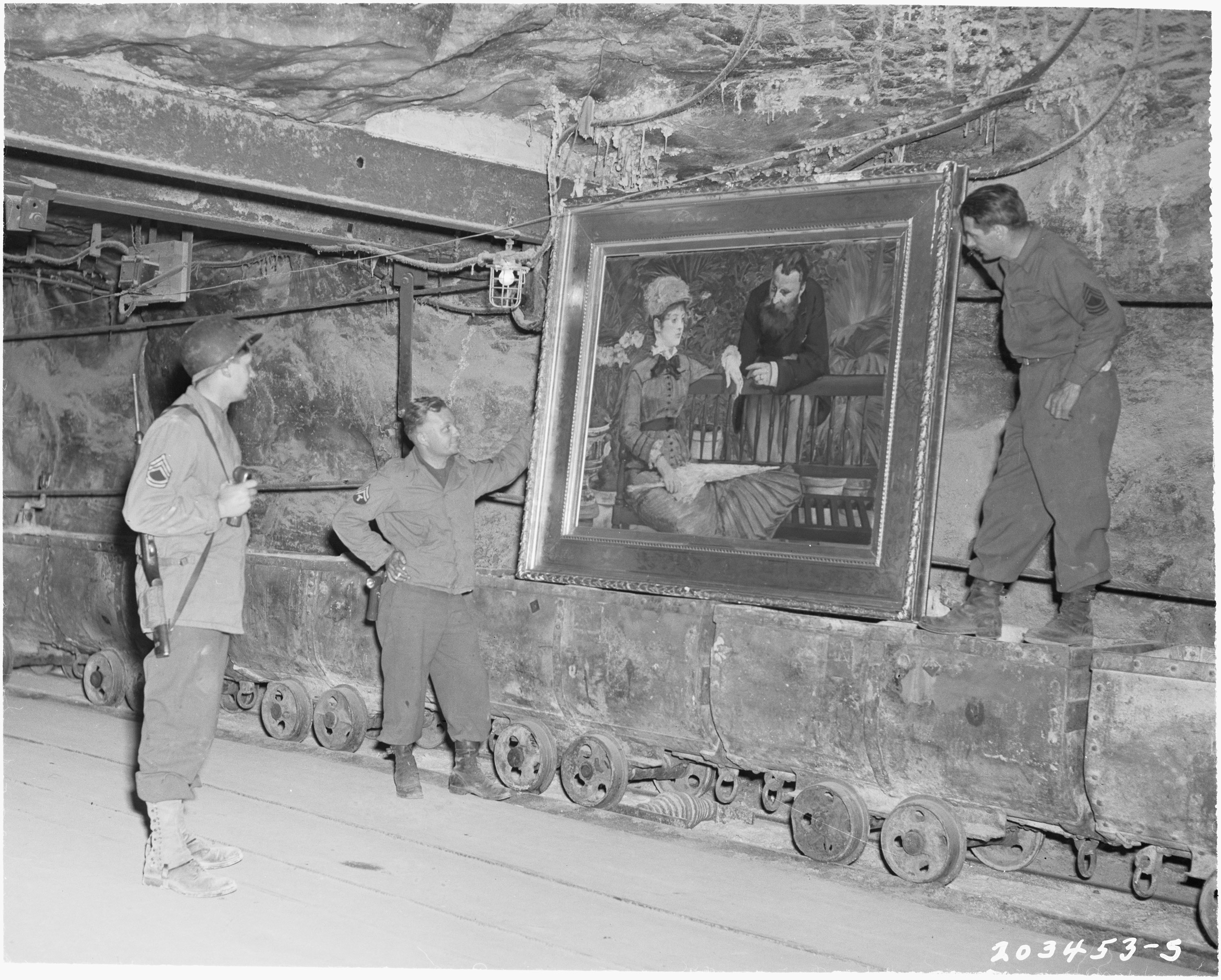
Keine NS-Raubkunst

Bei Kriegsende 1945 war das seit 1896 im Eigentum der Berliner Nationalgalerie befindliche Bild mit anderen Beständen der Staatlichen Museen Berlin aus Berlin evakuiert und in einem Bergwerk in Merkers eingelagert worden. Dort wurde es nach Kriegsende durch Monuments Men geborgen und sichergestellt. Dabei entstanden einige Photographien, die die Bergung des Bildes durch Soldaten der US-Army im Bergwerk zeigen. Diese Fotografien tragen inzwischen ikonographischen Charakter und werden häufig fälschlich zur Illustration von Beiträgen zum Thema Raubkunst verwendet, selbst bei renommierten Medien wie der Deutschen Welle, der Washington Post der New York Times und sogar in Fachpublikationen zum Thema verwendet.